# روباه بد گنده و قصه‌های دیگر…
روباه بد گنده و قصه‌های دیگر… (فرانسوی: Le Grand Méchant Renard et autres contes…‎)، (انگلیسی: The Big Bad Fox and Other Tales…) انیمیشن کمدی فرانسوی-بلژیکی محصول ۲۰۱۷ به کارگردانی بنجامین رنر و پاتریک ایمبرت است که از کتاب‌های مصور خود رنر، به نام‌های روباه بد گنده و تولد نوزاد اقتباس شده است. این سه داستان که در ابتدا به‌عنوان برنامه‌های ویژه تلویزیونی نیم ساعته تصور می‌شدند، توسط یک روایت فریم به هم مرتبط می‌شوند.
این انیمیشن در ۱۵ ژوئن ۲۰۱۷ در جشنواره بین‌المللی فیلم انیمیشن انسی نمایش داده شد و بعداً توسط استودیو کانال در فرانسه در ۲۱ ژوئن منتشر شد.

## طرح
فیلم در یک تئاتر با گروهی از حیوانات شروع می‌شود که نمایشی را آماده می‌کنند. روباه، مجری برنامه، به مخاطبان می‌گوید که سه داستان متفاوت را به اشتراک خواهند گذاشت که بیشتر آن‌ها در یک مزرعه فرانسوی تحت رهبری حیوانات اتفاق می‌افتد. پس از صحبت با تماشاگران، نمایش زمانی آغاز می‌شود که حیوانات به روباه می‌گویند که آماده هستند.

### تولد نوزاد
در مزرعه، استورک ادعا می‌کند که بالش شکسته است و نوزادی به نام پائولین را که قرار بود به آوینیون تحویل دهد، در دستان سه حیوان مزرعه: خوک، خرگوش و اردک می‌گذارد. دو مورد آخر نابالغ و دست و پا چلفتی هستند، بنابراین به‌طور بالقوه برای کودک خطرناک هستند. خوک در ابتدا از مراقبت از پائولین امتناع می‌کند، اما سعی می‌کند نقاط ضعف خرگوش و اردک را جبران کند تا پائولین کوچک والدینش را پیدا کند. پس از چندین رویداد ناشیانه و سوء تفاهم‌شده از خوک که تقریباً توسط یک پیک بلعیده شده بود تا با ارسال پستی به پائولین به چین به جای تارسیار که در طول سفر با آن‌ها مواجه شدند، مخلوط شد، این سه نفر موفق می‌شوند پائولین را با خانواده‌اش بدهند و با ناراحتی با او خداحافظی کنند. هنگامی که آن‌ها به مزرعه بازمی‌گردند، خوک متوجه می‌شود که لک‌لک به این سه نفر دروغ می‌گوید زیرا او برای انجام کار خود بسیار تنبل است.

### روباه بد گنده
روباهی که در جنگل زندگی می‌کند در تلاش برای خوردن جوجه‌های مزرعه شکست می‌خورد. یکی از آن‌ها به راحتی می‌تواند از خود محافظت کند و فاکس همیشه تربچه‌هایی را که خوک برای او می‌گذارد، می‌خورد. او بعداً توصیه گرگ را در دزدیدن ۳ تخم‌مرغ در شب قبول کرد و قصد داشت بعد از چاق شدن آن‌ها را بخورد. اما جوجه‌ها او را به عنوان مادر خود می‌پذیرند و او به تدریج به آن‌ها وابسته می‌شود تا جایی که تصمیم می‌گیرد از آنها در برابر گرگ محافظت کند. روباه تصمیم می‌گیرد با جوجه‌ها به مزرعه فرار کند. او گرگ را با خوردن تربچه به جای جوجه‌ها فریب می‌دهد و با درآوردن خود به شکل مرغ در مزرعه پناه می‌گیرد. او با وحشت متوجه می‌شود که مرغی که تخم‌هایش را دزدیده بود، قسم خورده‌است که انتقام بگیرد و یک باشگاه نابودی روباه ایجاد کرده‌است که در آن مرغ‌های دیگر را برای دفاع از خود آموزش می‌دهد. روباه موفق می‌شود برای مدتی پنهان شود، اما رفتار جوجه‌هایش به او خیانت می‌کند که تصمیم می‌گیرند روباه شوند، دوستان خود را در مدرسه گاز می‌گیرند و حتی برای شام یک جوجه زنده برای روباه می‌آورند. روباه سعی می‌کند آنها را سرزنش کند، اما جوجه‌ها که از رفتار او ناامید شده‌اند، تصمیم می‌گیرند به جنگل بازگردند و ولف را مادر جدید خود کنند. فاکس کشف شده توسط جوجه‌ها به شهادت می‌رسد، زیرا او تلاش بیهوده ای برای جلوگیری از خطر برای جوجه‌ها می‌کند. داگ که توسط مواد منفجره از مزرعه پرت می‌شود، سعی می‌کند تا مرغ سرب را متقاعد کند تا به او کمک کند. روباه در جنگل در آغوش گرگ فرود می‌آید که می‌خواست جوجه‌ها را بخورد. او به آن‌ها کمک می‌کند و موفق می‌شود در حالی که جوجه‌ها فرار می‌کنند، گرگ را نگه دارد. مرغ سرب که مادر بیولوژیکی جوجه هاست، بالاخره آن‌ها را پیدا می‌کند و پس از شنیدن نقشه ولف که به فاکس گفته بود انجام دهد، او و گروهی از جوجه‌ها موفق می‌شوند ولف را شکست دهند. مرغ اصلی می‌خواهد جوجه‌ها برگردند، فاکس را دلشکسته رها می‌کند، اما جوجه‌ها به سمت او می‌شتابند. جوجه اصلی تصمیم به توافق با فاکس می‌گیرد: فاکس به‌طور مرتب جوجه‌ها را می‌بیند و در ازای آن به مرغ‌ها کمک می‌کند تا خود را در دفاع از خود در برابر سایر شکارچیان آموزش دهند.

### ذخیره کریسمس
در مزرعه، حیوانات برای جشن کریسمس آماده می‌شوند. خرگوش و اردک با چند برابر کردن مزخرفات و فاجعه‌ها، بابانوئل پلاستیکی را که از انبار آویزان بود، نابود می‌کنند و متقاعد می‌شوند که بابانوئل واقعی را کشته‌اند. علیرغم توضیحات پیگ، آنها قصد دارند جای بابانوئل را بگیرند و هدایایی را به کودکان سراسر جهان تحویل دهند. خوک سعی می‌کند آنها را متوقف کند اما همراه آن‌ها به شهر کشیده می‌شود، سپس به پوند برده می‌شود، جایی که سه حیوان با یک گله سگ حبس می‌شوند. حیله‌گری و تدبیر سه همراه، خوشبختانه به آنها اجازه می‌دهد از قلاب خارج شوند و پس از چند اتفاق ناشیانه، خرگوش و اردک بابانوئل دیگری را می‌بینند که به طاقچه چسبیده‌است، اما این بار، بابانوئل واقعی است. آنها موفق می‌شوند او را نجات دهند و به عنوان پاداش، بابانوئل سه نفر را به مزرعه برمی‌گرداند.

## پایان
تیتراژ پایانی با بازگشت تمام شخصیت‌ها به صحنه آغاز می‌شود. همانطور که تیتراژ پخش می‌شود، شخصیت‌های مختلفی ظاهر می‌شوند، از جمله یک رفتگر قورباغه که در حال تمیز کردن صحنه است.

## صداپیشگان
| شخصیت    | صداپیشه انگلیسی    | صداپیشه فرانسوی  | صداپیشه فارسی (دوبله سورن وی‌اچ‌اس) |
| -------- | ------------------ | ---------------- | --------------------------------- |
| روباه    | گیلس نیو           | گیوم دارنو       | آیدین الماسیان                    |
| خوک      | جاستین ادواردز     | دیمن ویتکا       | علیرضا وارسته                     |
| خرگوش    | آدرین ادمونسون     | کامل عبدسادوک    | کوروش زارع پناه                   |
| اردک     | بیل بیلی           | آنتوان شو مسکی   | علی نکویی                         |
| مرغ      | سلیا ایمری         | سلین رونته       | محبوبه نریمیسا                    |
| پائولین  | لویی-لاودی اوبراین | ویولت سمامه      | دیانا لطیفی                       |
| الکس     | الکساندر مولونی    | ژول بینونو       |                                   |
| ایوان    | تالوله کونابیر     | آگوستین جان سانی |                                   |
| گرگ      | متیو گود           | بوریس رلینگر     | مهدی دارویی                       |
| فیفو     | فیل ژوپیتوس        | گیوم بوشید       | محسن پرتوی                        |
| بابانوئل | مارسل مک کالا      | ژان لوپ هورویتز  | علیرضا وارسته                     |
| لک‌لک     | فیل ویلانز         | کریستوف لمو این  | حسام صادقی نیکو                   |
| تارسیار  |                    |                  | عرفان هنربخش                      |

ایو یان در نقش تارسیار از یک باغ‌وحش چین که فقط می‌تواند به زبان ماندارین صحبت کند.

## پذیرایی
این انیمیشن تا حد زیادی نقدهای مثبت منتقدان را دریافت کرد. در وب‌سایت جمع‌آوری نقد راتن تومیتوز، بر اساس ۳۰ بررسی، امتیاز ۹۷% را با میانگین امتیاز ۷.۳۴/۱۰ دارد. اجماع سایت بیان می‌کند: «روباه بد گنده و قصه‌های دیگر از سبک انیمیشن کلاسیک و ساده‌اش استفاده می‌کند تا مجموعه‌ای از داستان‌های به همان اندازه بی‌تقاضا – در عین حال کاملاً فریبنده – را تعریف کند که همه خانواده می‌توانند از آن لذت ببرند». متاکریتیک بر اساس ۴ بررسی، امتیاز ۷۳ از ۱۰۰ را گزارش می‌کند که نشان‌دهنده «بررسی‌های عموماً مطلوب» است.